# Renée de Bourbon
Renée de Bourbon, née en mai 1468 et morte le 8 ou le 18 novembre 1534 à Fontevraud, est la fille de Jean VIII de Bourbon-Vendôme, comte de Vendôme et d'Isabelle de Beauvau. Elle est abbesse de Fontevraud de 1491 au 8 novembre 1534. Sa plus grande réussite est la réforme de l'abbaye-mère, qu'elle impose avec le soutien du roi, du pape et de sa famille. Elle fait aussi réaliser d'importants travaux, notamment la reconstruction du réfectoire. Son abbatiat marque le début d'une nouvelle période de prospérité pour l'abbaye et l'ordre de Fontevraud après une période difficile.

## Biographie

### Origines familiales
Renée de Bourbon appartient à la puissant famille de Bourbon, descendant de Saint-Louis et dont sont issus Henri IV et ses successeurs. Son père, Jean VIII de Bourbon-Vendôme, est comte de Vendôme, sa mère Isabelle de Beauvau, est dame de Champigny. Renée a deux frères, François de Bourbon-Vendôme qui décède en 1495 et Louis de Bourbon, prince de La Roche-sur-Yon, qui lui apporte une aide précieuse au cours de son abbatiat. Les Bourbons cherchent alors à placer les membres de leurs familles à la tête des abbayes, féminines principalement, et dans le haut clergé. Ainsi Renée est la première d'une série de cinq abbesses de la famille de Bourbon qui vont se succéder à la tête de l'abbaye de Fontevraud, de 1491 à 1679.

### Enfance et formation
Le père de Renée meurt en 1477, alors qu'elle n'a que 8 ans. Elle est envoyée au couvent de Saintes peu de temps après, avec sa soeur Isabeau. Les couvents servent alors de pensionnat pour des jeunes filles souvent destinées à la vie religieuse par leur famille. Pendant son séjour à Saintes, Renée contracte une maladie que son biographe le père Honorat Nicquet qualifie de « catharre universel » et qui a pour conséquence de stopper sa croissance vers l'âge de 10 ans. Renée resta donc quasiment naine, sans que cela nuise à son autorité. En 1483 l'abbesse de Fontevraud, Anne d'Orléans, la fait venir dans son monastère où elle fait sa profession religieuse.

### Abbatiat

#### Début
Elle est élue abbesse de la Sainte-Trinité de Caen en 1490, bien qu'elle ne soit âgée que de 22 ans et qu'elle n'ait donc pas l'âge requis qui est de 30 ans minimum. Le pape accorde néanmoins une dispense. Mais quelques mois plus tard, l'abbesse Anne d'Orléans décède et Renée s'empresse de postuler à l'abbatiat de Fontevraud. Elle est élue abbesse et rentre à Fontevraud le 30 octobre 1491. Renée conserve néanmoins l'abbatiat de Caen jusqu'en 1505, bien qu'elle n'y retourne qu'une fois.
Les premières années de son abbatiat sont mal connues. En 1496, elle visite à nouveau la Sainte-Trinité de Caen ainsi que le prieuré fontevriste de La Madeleine d'Orléans, réformé par l'abbesse Marie de Bretagne, et décide de réformer le prieuré fontevriste de Belhomer. La réforme de l'abbaye et de l'ordre de Fontevraud sera le grand accomplissement de son abbatiat.

#### La réforme

##### Contexte
Au XVe siècle, l'abbaye et l'ordre de Fontevraud connaissent de sérieuses difficultés. Fondée au début du XIIe siècle, l'abbaye de Fontevraud avait connu un grand succès et obtenu le soutien des plus grands personnages du royaume et de nombreuses donations. Des prieurés fontevristes furent fondés dans toute la France, mais aussi en Espagne et en Angleterre. Mais dès le XIIe siècle, l'ordre connaît des difficultés qui sont encore aggravées par la Guerre de Cent Ans, qui ravage durement son principal territoire d'implantation. Les revenus de l'abbaye et de ses prieurés diminuent et les difficultés semblent multiples : ruine des édifices, chute des vocations, difficultés matérielles, auxquels s'ajoute l'ignorance et l'insubordination des frères et des sœurs et le manque de respect de la règle.
La réforme de l'abbaye apparaît nécessaire. Par une bulle de 1468 et sur proposition de l'abbesse Marie de Bretagne, le pape Sixte IV ordonne alors de réformer Fontevraud. En 1475, Marie de Bretagne rédige une nouvelle règle et réforme le prieuré de la Madeleine d'Orléans. Elle meurt néanmoins avant d'avoir pu réformer l'abbaye-mère. La réforme de l'ordre de Fontevraud et celle de Cluny, à la même époque, lancent le mouvement de réforme monastique du XVe siècle en France. Anne d'Orléans continue la réforme des prieurés mais meurt également avant d'avoir réformé l'abbaye-mère.

##### La réforme du Grand Moûtier
En 1502, Renée de Bourbon décide d'imposer la réforme à l'abbaye de Fontevraud, composée du Grand Moûtier où vivent les sœurs, et de plusieurs prieurés dont Saint-Jean de l'Habit où vivent les frères, soumis au pouvoir de l'abbesse. Mais l'entreprise s'avère difficile et couteuse, en raison de l'opposition des sœurs et des frères. L'abbesse comprend qu'elle ne pourra réussir seule et se rend à Paris plaider sa cause devant le Parlement. Renée revient à Fontevraud 6 mois plus tard, avec un mandat du Parlement imposant la réforme à l'abbaye.

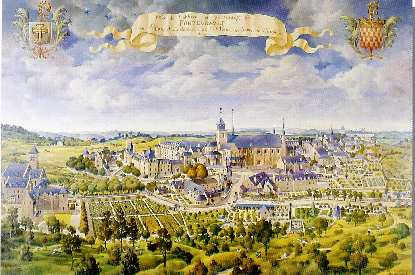
L'abbaye de Fontevraud vers 1680, avec le mur de clôture.

La première mesure de l'abbesse est de rétablir la clôture, qui avait perdu ses limites et qui n'était plus respectée. Renée de Bourbon décide donc l'installation d'une grande grille dans le chœur de l'abbatiale et la construction d'un mur de clôture, encerclant l'abbatiale et le monastère des sœurs. Mais une partie des religieuses s'oppose farouchement à la réforme et essaie d'empêcher le rétablissement du poste de garde qui contrôlait l'entrée de la clôture. L'abbesse n'hésite pas à faire expulser les meneuses par les troupes du roi. Les religieuses expulsées sont dispersées dans plusieurs prieurés. Cela ne suffit pourtant pas à vaincre l'opposition des sœurs restantes. Dans la nuit du 20 mars 1504, celles-ci font entrer des hommes du bourg dans l'abbaye pour abattre la grille du chœur.
Renée de Bourbon vient à bout des récalcitrantes en faisant entrer dans l'abbaye des religieuses venues de prieurés réformés, une arrivée d'autant plus nécessaire qu'il ne restait alors que neuf sœurs professes, cinq converses et neuf novices dans l'abbaye. Les nouvelles venues, au nombre de 42, arrivent en avril 1504 et d'autres suivent dans les mois qui viennent.

##### La réforme de Saint-Jean de l'Habit
Ayant vaincu l'opposition des sœurs, l'abbesse doit affronter celle des frères, mécontents de la construction du mur de clôture qui isole leur prieuré, Saint-Jean de l'Habit, du reste du monastère. Renée de Bourbon dépose leur prieur, Guillaume Rousseau, et le remplace par un religieux plus docile, Philippe Fontaine. Les religieux hostiles sont expulsés de force par les troupes de Louis de Bourbon, le frère de l'abbesse, et remplacés par dix moines venus de prieurés réformés.
Le 13 juin 1505, Renée de Bourbon peut organiser une grande fête à Fontevraud pour fêter l'achèvement du mur de clôture, fête à laquelle participent tous les grands protecteurs de l'abbaye. Le roi de France est absent mais son épouse, Anne de Bretagne, fait le déplacement. Pourtant, le 12 octobre 1505 les frères expulsés reviennent sans autorisation, chassent le prieur Philippe Fontaine et réinstallent Guillaume Rousseau à la tête de Saint-Jean de l'Habit. L'abbesse reçoit le soutien du Parlement pour les expulser et surtout l'aide de son frère qui envoie un détachement de gentilhommes pour mater les rebelles. La veille de Noël 1505, Philippe Fontaine est réinstallé et les rebelles doivent faire amende honorable devant le lieutenant de Saumur. L'abbesse leur pardonne mais les renvoie dans les prieurés réformés et fait transporter les archives et les trésors de Saint-Jean de l'habit à l'intérieur de la clôture.
En 1507, le décret de réformation est imposé définitivement au grand monastère par François de Rohan, archevêque de Lyon et délégué du pape, consacrant définitivement la victoire de l'abbesse dans l'abbaye.
Renée de Bourbon consacre les années suivantes à essayer d'imposer la réforme à l'ensemble de l'ordre, certains prieurés résistant encore. L'abbesse fait de nouveau appel au Parlement de Paris en 1509, mais l'affaire traine jusqu'au règne de François Ier. En 1518, François Ier visite l'abbaye avec sa mère Louise de Savoie et son épouse Claude de France, toutes deux favorables à la réforme des monastères féminins. Peu de temps après, le roi confie l'affaire au Grand Conseil nouvellement créé. Celui-ci rend un arrêt en 1521 qui consolide le pouvoir de l'abbesse sur les prieurés et confirme son élection à vie. Les frères font appel mais leur appel est rejeté et le pape confirme définitivement cet arrêt en 1524.
Fontevraud apparaît alors comme le modèle des abbayes réformées, toutes bénédictines, et contribue à la réforme d'autres couvents féminins.

### Travaux
Renée de Bourbon s'illustre par ses travaux à Fontevraud. À la fin du XVe siècle, la plupart des bâtiments sont en mauvais état et ont besoin d'être rénovés voir reconstruits. Outre le mur de cloture et la grille du chœur, Renée de Bourbon fit couvrir d’ardoise le toit de l’église abbatiale. À l'intérieur de l'édifice, elle fit rehausser et paver le sol et installa de nouvelles stalles. Elle fit aussi restaurer l’intérieur du couvent de la Madeleine, dont le mur était intégré à la clôture, ainsi que la secrétairerie et Saint-Jean de l’Habit.

Elle commença la reconstruction des bâtiments monastiques du Grand Moutier, qui devait être poursuivi par Louise de Bourbon : l’aile sud des bâtiments romans, qui entouraient le cloître et la galerie du cloître attenante, fut en grande partie reconstruite, tout en conservant le plan, la taille et les dimensions du bâtiment d’origine. Le nouveau batiment contient le réfectoire avec ses nouvelles cuisines et à l’étage un dortoir avec 47 cellules pour les religieuses. Le réfectoire ne fut pas reconstruit entièrement mais les voûte furent refaites, avec des culots et des clefs de voûte sculptées du monogramme de Renée et de motifs liés à l’iconographie de la Passion. 

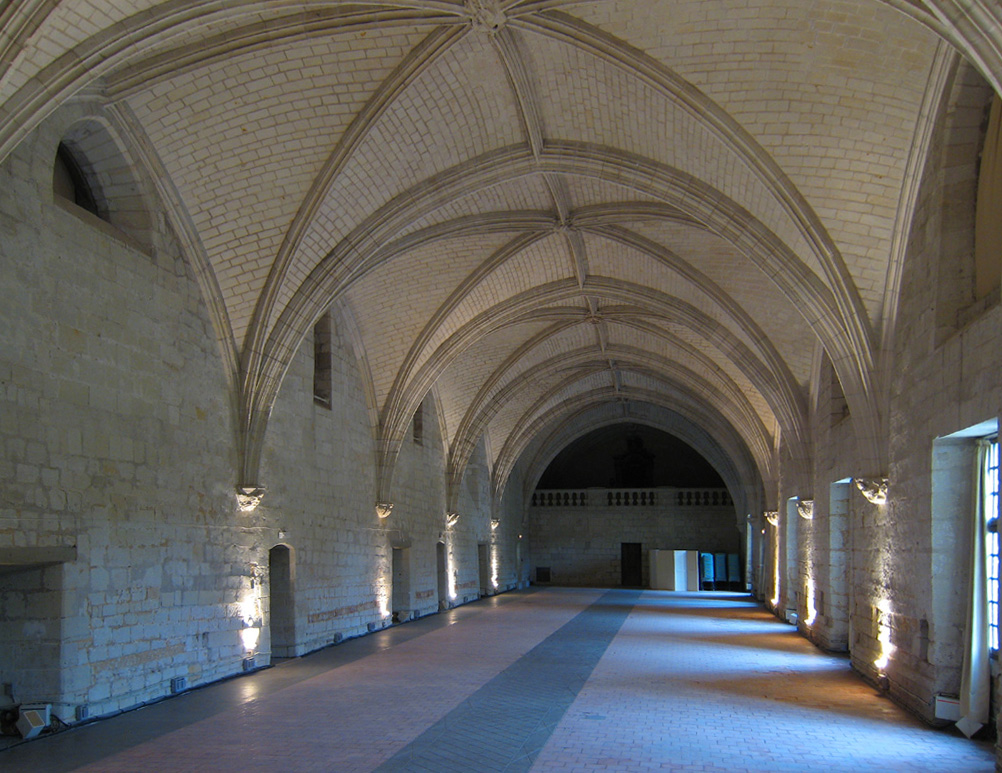
Réfectoire de l'abbaye de Fontevraud.
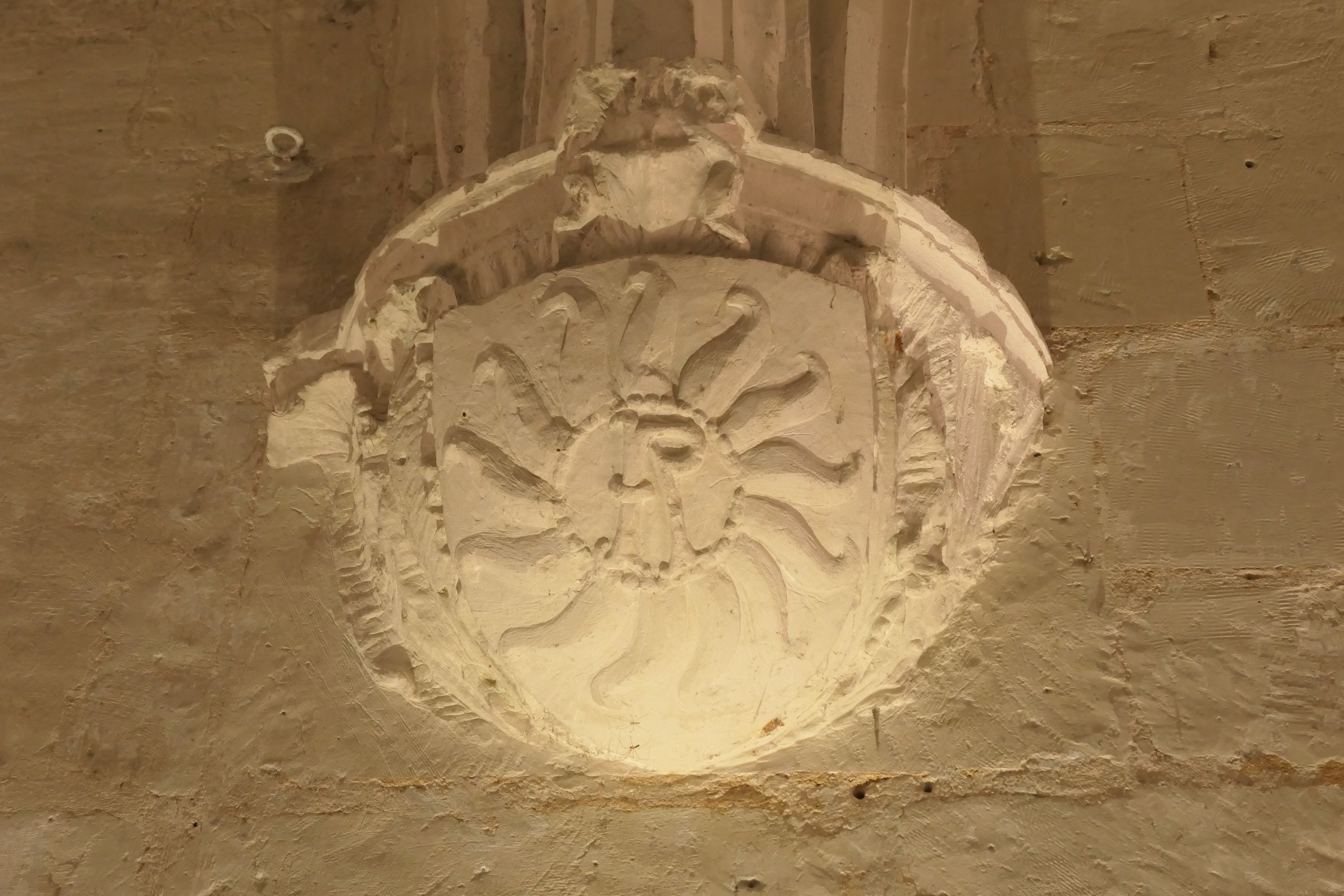
Cul-de-lampe dans le réfectoire, avec le « R » de René.
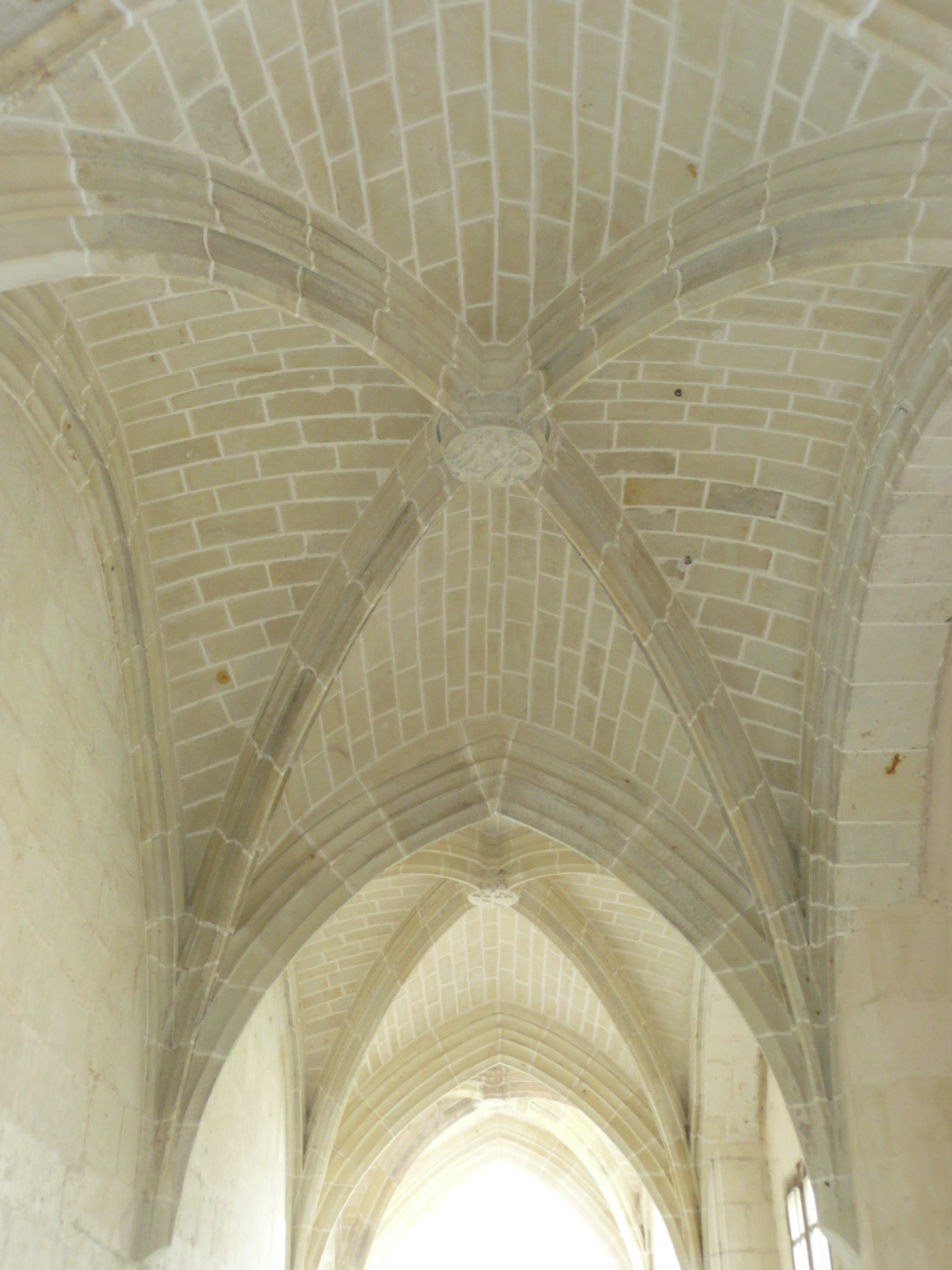
Voûte de la galerie Renée de Bourbon.

### Mort et succession
Elle est surnommée « la perle de Fontevraud ». Renée de Bourbon meurt le 8 novembre 1534. À son arrivée, l'abbaye comptait 9 soeurs professes, à sa mort elle en compte 83. Sa nièce Louise de Bourbon lui succède.